# Stylodrilus parvus
Stylodrilus parvus is een ringworm uit de familie van de Lumbriculidae. De wetenschappelijke naam van de soort is voor het eerst geldig gepubliceerd in 1927 door Hrabe & Cernosvitov.